# Итакура Шигемаса
Итакура Шигемаса (јап. 板倉 重昌, 1588-1638) био је војсковођа у служби шогуната Токугава.

## Биографија
Итакура Шигемаса био је млађи син Итакура Кацушиге-а (1542—1624), будистичког свештеника који се истакао у служби Токугава Ијејасуа и после битке код Секигахаре добио феуд у провинцији Ига, вредан 40.000 кокуа.
Почетком 1638. Шигемаса је од шогуна Токугава Јемицуа постављен за врховног заповедника војске која је упућена да угуши побуну сељака и хришћана на полуострву Шимабара. Убијен је стрелом док је лично предводио јуриш на устаничко упориште у замку Хара.